# Markus Giering
Markus Giering (* 28. Mai 1985) ist ein deutscher Leichtathlet und Crosslauf-Sommerbiathlet.

## Werdegang
Markus Giering erreichte seine größten Erfolge bislang im Sommerbiathlon. Bei den Deutschen Meisterschaften im Sommerbiathlon 2007 in Oberhof gewann er den Titel im Luftgewehr-Massenstart und wurde mit der Luftgewehr-Staffel Württemberg III Vizemeister. 2008 platzierte er sich in Bayerisch Eisenstein auf dem dritten Platz im Luftgewehr-Sprint und gewann erneut den Luftgewehr-Massenstart. Zudem wurde er Dritter mit der Staffel Württembergs. 2009 gewann Giering in Zinnwald sowohl den Titel im Sprint wie auch zum dritten Mal in Folge im Massenstart mit dem Luftgewehr. Bei den Nationalen Titelkämpfen 2010, die erneut in Zinnwald stattfanden, kam ein Vizemeistertitel mit der Staffel hinzu.
Sein älterer Bruder Tobias Giering (1982) ist ebenfalls erfolgreicher Sommerbiathlet. Im Jahr 2011 konnte er in Bayerisch Eisenstein zum ersten Mal alle drei Deutsche Meistertitel mit dem Luftgewehr gewinnen. In der Staffel waren sein Bruder Tobias und Daniel Hummel mit im Team.
In der Leichtathletik konnte Giering bislang nicht solche Erfolge erringen, zeigte aber dennoch schon mehrfach gute Leistungen. So nahm er an den Crosslauf-Meisterschaften 2009 in Ingolstadt teil. Hier belegte er auf der Mitteldistanz über 3,1 Kilometer den 18. Platz und gewann in der Mannschaftswertung den Vizemeistertitel. Im Jahr zuvor wurde er mit seinem Bruder und Christian Lenk als Vertreter der LG Badenova Nordschwarzwald bei den Meisterschaften im Crosslauf Dritter in der Mannschaftswertung auf der Mittelstrecke. In Fluorn-Winzeln gewann er zum Jahreswechsel 2009/10 vor seinem Bruder den 37. Silvesterlauf. Bei den Baden-Württembergischen Hallenmeisterschaften erreichte er 2010 in Karlsruhe über 3000 Meter den dritten Platz.